# L'ultima caccia di Kraven
nella foresta delle tenebre.
Quale mano
od occhio immortale
può aver composto
la tua tremenda simmetria?»
(Poesia che compare alla fine del primo e dell'ultimo numero della saga ispirata a The Tyger di William Blake.)
L'ultima caccia di Kraven (in inglese Kraven's Last Hunt) è una saga a fumetti dell'Uomo Ragno, scritta da J.M. DeMatteis, disegnata da Mike Zeck e inchiostrata da Bob McLeod. La saga è conosciuta anche come Tremenda simmetria (Fearful Symmetry), titolo ispirato da un verso della poesia The Tyger (1794) di William Blake, che viene volutamente citata sostituendo "Spider" a "Tyger". Elogiata da pubblico e critica fin dalla sua prima pubblicazione, è da molti considerata una, se non la più bella storia mai scritta su Spider-Man.
Pubblicata nel 1987 sulle testate regolari dedicate all'Uomo Ragno in quel periodo (Web of Spider-Man, Amazing Spider-Man, Spectacular Spider-Man), è suddivisa in sei capitoli, ciascuno di essi composto da ventitré pagine.

## Trama

### Parte prima:The Coffin (La bara)
Nelle prime pagine viene presentato Kraven all'interno del suo palazzo, intento ad allenarsi contro animali impagliati. Dopodiché la scena si sposta sull'Uomo Ragno, tormentato e amareggiato per la morte di un criminale, tanto che andrà anche a far visita alla sua salma (peraltro venendo frainteso dai compagni del defunto, che non riescono ad accettare un simile atto di generosità da parte dell'uomo che li ha sbattuti in cella più volte). Tornato a casa, un fatiscente appartamento situato a Chelsea Street, nelle vesti di Peter Parker, tenta di dormire, ma è funestato da incubi, che lo spingono a rimettersi il costume e tornare a volteggiare tra i palazzi, nella vana speranza di rilassarsi un po'. Si accorge quasi subito, però, che i suoi sensi sono offuscati, e che ha le vertigini; d'improvviso, viene colpito da un dardo che lo fa crollare sul tetto di un palazzo, totalmente inerme all'attacco di Kraven. Sopraffatto dal cacciatore, Spider-Man si rende conto che c'è qualcosa di insolito in lui: infatti, i due si sono affrontati parecchie volte in passato, ma Kraven lo aveva sempre affrontato a mani nude, senza ricorrere alle armi da fuoco. Adesso, invece, ha con sé un fucile con cui spara all'Uomo Ragno. Poi Kraven trasporta il corpo dell'arrampicamuri nel suo palazzo, dislocato fuori città, e con l'aiuto dei suoi servi lo depone in una bara e lo seppellisce.

### Parte seconda:Crawling (Strisciando)
Kraven indossa il costume dell'Uomo Ragno subito dopo averlo sepolto, e si sottopone a una prova per dimostrare a sé stesso di aver acquisito le peculiarità del suo ex avversario. Inalando effluvi di pozioni magiche, si convince di avere di fronte un ragno enorme, formato da tanti piccoli insetti, ma la visione svanisce quasi subito, perché lui è riuscito a non farsi sopraffare dalla paura. Inizia così a girovagare per la città nelle vesti del suo avversario, emulandone le gesta, arrivando perfino a salvare Mary Jane Watson da alcuni malintenzionati, uscita alla ricerca di Peter, suo marito, incurante della pioggia battente e dei mille pericoli che si annidano nelle strade. MJ, però, riconosce che colui che l'ha salvata non è Peter, in quanto Kraven pesta barbaramente i suoi assalitori, poi scappa via, anche perché egli non conosce l'identità segreta dell'Uomo Ragno, né tanto meno sa che MJ è sua moglie.

### Parte terza:Descent (Discesa)
Pur convincendosi di aver riacquistato l'onore che spetta a un vero cacciatore, Kraven scopre che per la città imperversa un ibrido cannibale: Vermin, un umano trasformato in una sorta di topo peloso e totalmente irrazionale dal perfido Arnim Zola, e che si rifugia nelle fogne cittadine. Kraven scende nelle fognature e lo affronta con furia e veemenza, e dopo averlo tramortito lo trasporta nella sua residenza e lo imprigiona in una gabbia. Intanto al cimitero l'Uomo Ragno, sepellito in animazione sospesa all'interno della bara, lotta per cercare di riemergere da sotto terra, e riesce ad estrarre una mano.

### Parte quarta:Resurrection (Resurrezione)
Nella tomba allestita da Kraven, Peter Parker riesce con estrema fatica a riemergere dal terreno dove è stato sepolto, facendo leva sul suo lato umano e razionale, spinto dalla voglia di rivedere sua moglie e sua zia. Muovendosi a fatica tra le lapidi, l'Uomo Ragno riesce a raggiungere la villa del suo nemico, vi entra e lì trova un quotidiano grazie al quale si accorge con sgomento di essere rimasto sepolto per ben due settimane. Raggiunge quindi la sua casa, dove trova Mary Jane e riesce a rassicurarla, per poi mettersi alla ricerca di Kraven per fargliela pagare.

### Parte quinta:Thunder (Tuono)
L'Uomo Ragno trova Kraven che lo stava aspettando all'interno di un edificio apparentemente abbandonato, e si scaglia con veemenza contro di lui, riempiendolo di pugni, ma il suo avversario non reagisce e, anzi, comincia a ridere. Quando il supereroe gli chiede il perché, risponde «ho già vinto, non capisci?». Kraven è infatti persuaso di essere riuscito a riguadagnare l'onore, perché per due settimane è riuscito a spacciarsi per il suo nemico. Conduce quindi L'Uomo Ragno in una galleria sotterranea dove gli mostra Vermin, imprigionato in una gabbia, poi lo libera e lo aizza contro Spider-Man. Vermin riesce a mettere al tappeto l'Uomo Ragno, ma invece di finirlo, su consiglio di Kraven, decide di fuggire. Pur deluso da questo rifiuto, il Cacciatore aiuta l'Uomo Ragno a rialzarsi, e gli dice che smetterà di perseguitarlo, e che questa è stata la sua ultima caccia. L'Uomo Ragno lo abbandona al suo destino e si mette all'inseguimento di Vermin, mentre Kraven, finalmente soddisfatto di sé, si suicida.

### Parte sesta:Ascending (Risalita)
L'Uomo Ragno scende nelle fogne della città alla ricerca di Vermin, lo trova e ha con lui un violento scontro, al termine del quale vince consegnandolo alla polizia, assicurandosi che venga trattato con cura, soprattutto perché considera quell'ibrido solo che il rifiuto di una società malata, che ha fatto di lui quel che voleva e poi l'ha rigettato. Sconfitto Vermin, l'Uomo Ragno torna a casa da Mary Jane, e può finalmente riposarsi. L'albo si chiude con i servi di Kraven che depongono la bara del loro padrone in una tomba.

## Epilogo
La saga de L'ultima caccia di Kraven avrà un epilogo nell'albo "L'anima del cacciatore", pubblicato tre anni dopo. Qui l'anima di Kraven torna sulla terra per chiedere aiuto all'Uomo Ragno, perché essendosi suicidato gli è stato proibito l'accesso al paradiso. Anche se all'inizio riluttante, l'Uomo Ragno decide infine di aiutare il suo ex avversario; combatte e sconfigge la parte malvagia di Kraven ed il cacciatore è finalmente libero di riposare in pace.

## Accoglienza
Il fumetto ha ricevuto un'accoglienza altamente positiva, tanto che è considerato una delle migliori storie su Spider-Man mai scritte, compresi i lettori di Comic Book Resources. Brian Cronin ne ha descritto la storia come "un'opera mozzafiato che ha ispirato infinite imitazioni di altri scrittori negli anni."  Sempre Cronin ha notato che, pubblicando la storia su tre mensili di Spider-Man, la Marvel "ha dato alla storia una sensazione da 'evento'".
Jason Serafino della rivista Complex ha posto il fumetto al quinto posto tra le migliori storie su Spider-Man di tutti i tempi, considerandolo il solito fumetto d'azione che però combina aspetti dalla letteratura classica e ricorre a temi che presentano una narrativa più profonda e complicata, con tanto di citazioni dal poema The Tyger di William Blake.
Comic Book Revolution ha posto il fumetto al terzo posto nella sua Top Ten delle migliori storie sull'Uomo Ragno, lodandone la storia per aver fatto ritratto sia su Kraven che sulle prime parti del matrimonio tra Peter e Mary Jane. "Pur essendo 'L'ultima caccia di Kraven' una storia di Kraven e Spider-Man, vi sono tanti grandi momenti che esplorano i rapporti tra Peter e MJ. Poiché la storia ha luogo nei primi giorni del loro matrimonio, vediamo come MJ reagisce alla scomparsa di Peter e a come reagirebbe alla di lui morte. La fine della storia, dove Peter ritorna da MJ, migliora tanto la situazione."
IGN Comics ha posto il fumetto al sesto posto nella lista tra le migliori venticinque storie su Spider-Man, notando che: "è una delle storie su Spider-Man più memorabili di tutti i tempi, senza dubbio."